# 金夏同盟
金夏同盟，金朝和西夏订立盟约，共同针对蒙古帝国的扩张。

## 第一次同盟
1120年，金太祖攻陷辽朝上京。金宋约定：金兵进取辽中京，宋兵攻取燕京。1121年，夏崇宗遣使臣去辽，请求先出兵攻取北宋之地。辽天祚帝不许。1122年春，金兵攻陷辽中京、辽西京。五月，夏崇宗派大将李良辅领兵三万至天德军击败金兵。六月，金朝完颜娄室、完颜斡鲁在宜水击败西夏兵。1123年，夏崇宗再发兵救辽，被金兵阻道。
金将完颜斡离不写信给夏崇宗，表示辽天祚帝去西夏，擒送给金，金朝当割地给夏作酬赏。1124年正月，夏崇宗奉表降金，金朝把原属辽朝的西北地带，阴山以南吐禄泊以西之地割让给夏国。三月，夏国向金上誓表，愿按事辽的旧例事金。金太祖赐夏誓诏，视如藩国。次年辽亡，辽成安公主在夏国绝食死。
1126年三月，夏崇宗按照金朝割地之议，进兵攻占天德军、云内州、武州、河东八馆地带。四月，又攻下北宋边地的震威城。九月，西夏又出兵攻占北宋西安州。随后又攻破北宋麟州建宁寨、平夏城怀德军，进攻天都、兰州诸堡。完颜宗弼又占去天德、云内等州后。西夏质问金。1127年三月，金朝又把陕西北部地割给西夏，以黄河为界，以抵偿天德州、云内州。1136年七月，夏崇宗出兵攻占乐州和西宁州。1137年，金朝又接受西夏的请求，把乐州和积石州、廓州等三州地割给夏国。自此，西夏和金朝七十多年没有战争。

## 战争
蒙古帝国建立后，攻打西夏，围中兴府，金朝拒不出兵，金、夏关系开始破裂。1211年，夏神宗即位，不再向金朝求册封。派兵万骑攻金朝，围金朝东胜城。金朝派大兵来援，解围。夏神宗乘蒙古进围金中都，侵入金朝泾州、邠州，又进围平凉府。1212年三月，金朝派使臣册封夏神宗为夏国王。年底，夏神宗遣使谢封，但继续进攻金朝。1213年六月，夏兵攻破金朝保安州，围庆阳府。八月，破金朝邠州。十二月，破巩州。1214年八月，攻庆州、原州、延安府诸州。1215年十月，攻破金临洮府。
1216年秋十一月，西夏出兵配合成吉思汗作战，夏神宗派兵四万余围攻金定西城，战败。十二月，金兵反攻西夏，分兵攻打盐州、宥州、夏州、威州、灵州等州。夏神宗分道派兵抵御，金兵不能前进。1217年正月，西夏应蒙古的征调，派兵三万攻金，于宁州大败。蒙古西侵花剌子模，再次向西夏征兵。西夏不堪征调，拒绝出兵。十二月，蒙古发兵渡河围中兴府。神宗出奔西凉府，蒙古兵退，神宗才又返回。
夏神宗附蒙侵金政策失败。1218年三月，神宗写信给金朝保安州、绥德州、葭州，请恢复互市，与金朝谈和。金宣宗不许。神宗在1219年二月，派人去四川与宋朝守将联络，企图联宋侵金。南宋答复西夏，联兵抗金。1220年五月，南宋四川安抚使安丙定议宋、夏同时出兵，夹攻金军。
八月，西夏发兵万人围攻金会州，攻破会州城，金守将乌古论世显投降。金宣宗向夏国请和，夏神宗不许。九月，西夏领兵二十万攻打金朝巩州。南宋攻下定边城，与夏兵会于巩州城下。夏兵攻城不下，只好退军。十月，南宋安丙再约西夏攻秦州。夏兵不再出战。
1221年，蒙古木华黎再西夏征兵。神宗派兵五万归木华黎指挥，向金葭州、绥德州进军。1222年，蒙古又命西夏由葭州攻金陕西，西夏在质孤堡被金兵打败。1223年春，木华黎进兵凤翔，神宗派步骑十万随蒙古军攻城，不克。夏兵不告蒙古，先行逃回。

## 第二次同盟
1223年，太子李德任主张联金抗蒙，四月，神宗废掉德任的太子位，把他囚禁在灵州。十月，蒙古兵在西夏积石州侵掠而去。木华黎已在山西闻喜病故。其子孛鲁继续领兵。成吉思汗令孛鲁准备领兵灭夏。1223年十二月，神宗宣告退位，传位给次子德旺，德旺即夏献宗。
献宗即位，改变国策，抗拒蒙古。1224年，孛鲁组织大军从东面进攻西夏，直抵银州。九月，蒙古兵攻破银州，夏兵数万人战死。十月，右丞相高良惠建议，遣使去金朝议和。1225年八月，献宗派吏部尚书李仲谔、南院宣徽使罗世昌、尚书省左司郎中李绍膺等去金朝定和议：金、夏为兄弟之国，各用本国年号，双方相互支援。这时金朝亡国无日，无力援夏抗蒙。罗世昌出使金朝回来，对献宗说，金朝的援助不足恃，劝献宗自强。献宗不听。1227年，蒙古帝国灭亡西夏。